# Camp Union (Californie)
Le camp Union, près de Sacramento, en Californie est un centre d'entraînement militaire de l'armée de l'Union pendant la guerre de Sécession. Construit d'abord près de Sacramento, sur la rivière à Sutterville (en), le camp fonctionne à partir de 1861 jusqu'à son évacuation en raison des eaux de la grande inondation de 1862.
Les troupes du 5th California Infantry, organisées et s'entraînant dans le camp à ce moment, aident la capitale de la Californie inondée durant la grande inondation.
Le lieu du second camp est situé sur la ride est de la rivière dans Sutterville. Ces camps servaient principalement comme camps d'entraînement des régiments de volontaires de Californie. Vers la fin du conflit, le camp devient un centre de démobilisation pour les troupes de retour jusqu'à la fermeture du poste et de son abandon en 1866.